# Alessandro Cassieri
Alessandro Cassieri (Roma, 19 luglio 1956) è un giornalista, inviato speciale, conduttore radiofonico e televisivo italiano.

## Biografia
Laureato nel 1980 in Lettere e filosofia all'Università La Sapienza di Roma (110 e lode), giornalista professionista dal gennaio 1984, viene selezionato da Sergio Zavoli e collabora con la RAI a partire dal 1981, curando e conducendo una rubrica culturale nell'ambito del programma Obiettivo Europa, su Radio1.
Svolge il praticantato presso la redazione romana della Gazzetta del Mezzogiorno.
Durante il praticantato continua a collaborare con Radio1 (1981-1983).
Per il Tg2 (direttore Ugo Zatterin) realizza a San Paolo del Brasile l'intervista in esclusiva al latitante della P2 Umberto Ortolani (dicembre 1983).
Dal 1984 collabora con il settimanale L'Europeo, per il quale intervista il Segretario generale dell'ONU Javier Pérez de Cuéllar (luglio 1989).
Nel giugno 1987 è inviato dalla Gazzetta del Mezzogiorno negli Stati Uniti e in Canada al seguito del Presidente del Consiglio Amintore Fanfani in vista del G7 di Venezia.
Nel luglio 1987 segue il G7 di Venezia presieduto da Amintore Fanfani.
Nel 1989 fa parte della redazione di Enzo Biagi per il programma Linea diretta (Rai 1), realizzando servizi di cronaca italiana.
Nel 1990 lavora al Tg3 di Sandro Curzi e subito dopo entra a far parte della redazione di Sergio Zavoli per il programma Tv7 (Rai 1), per il quale realizza diversi reportages.
Sempre per Tv7 propone, cura e organizza l'intervista in diretta via satellite di Enzo Biagi al leader libico Muʿammar Gheddafi durante la prima Guerra del Golfo (marzo 1991).
A luglio 1991 viene assunto dalla RAI, al GR2.
Sei mesi dopo, dicembre 1991, viene nominato Inviato speciale dopo aver raccontato per un mese, da Russia e Ucraina, la crisi che avrebbe portato alla dissoluzione dell'Unione Sovietica.
Dal 1991 al 2000 al Giornale radio (direttori Marco Conti, Livio Zanetti, Claudio Angelini, Piervincenzo Porcacchia e Paolo Ruffini) firma inchieste e reportage dall'Italia e da ogni area di crisi internazionale.
All'indomani della strage di Capaci intervista in esclusiva, a Palermo, il neo eletto Presidente della Repubblica Oscar Luigi Scalfaro.
Nel 1998 tiene un corso di giornalismo alla Prima Università di Mosca, organizzato dall'Unione Europea, insieme a Franco Venturini (Corriere della Sera), William Pfaff (International Herald Tribune) e Jas Gawronski (La Stampa).
Nel 2000 viene nominato corrispondente Rai da Bruxelles. Segue la nascita dell'Euro, la Convenzione europea e l'avvio dell'allargamento della UE a 25 Stati membri. Copre anche l'evoluzione del ruolo della Nato dopo gli attacchi dell'11 settembre sul territorio americano.
Nel 2001, su richiesta del direttore Ruffini, guida la squadra degli inviati del Giornale Radio al G8 di Genova, dove conduce gli speciali seguiti ai tragici eventi culminati con la morte del manifestante Carlo Giuliani.
Nel 2003 viene nominato corrispondente da Mosca.
La prima trasferta nello spazio ex sovietico è in Cecenia. Seguiranno decine di altre: in Georgia, Ucraina, Kirghizistan, Estonia, Lettonia, Lituania, Inguscezia, Birobidžan, ancora Cecenia.
Raggiunge l'Ossezia del Nord dopo la strage nella scuola di Beslan.
In Russia incontra e intervista i personaggi chiave della storia sovietica e post sovietica.
Nel 2006 è a Tskhinvali per le elezioni presidenziali nella repubblica secessionista dell'Ossezia del Sud; sempre nel 2006 segue a San Pietroburgo il G8 presieduto da Vladimir Putin.
Nel 2008 torna a Roma, al Tg1 diretto da Gianni Riotta.
Copre la campagna elettorale per le politiche 2008 con servizi e interviste ai leader dei diversi schieramenti. Segue il presidente della Repubblica Giorgio Napolitano nei suoi viaggi in Italia e all'estero, la realtà cinese in concomitanza con le Olimpiadi di Pechino, la Russia di Dmitrij Medvedev. Viene anche scelto per coprire gli ultimi giorni del caso Eluana Englaro, che arrivò a contrapporre le massime cariche istituzionali italiane.
Nel 2009 a L’Aquila segue per il Tg1 il G8 presieduto da Silvio Berlusconi.
Gli effetti della crisi economica che si abbatte sull'Europa dopo il 2010 lo porta a raccontare i tracolli, e in qualche caso la bancarotta, di diversi paesi: Cipro, Islanda, Lettonia, Spagna, Grecia, intervistandone i responsabili politici e le personalità di maggiore spicco.
In occasione dello tsunami e della catastrofe nucleare di Fukushima è l'inviato italiano che rimane più a lungo in Giappone (tre settimane) producendo servizi e collegamenti per tutti i programmi della Rai, oltre che per le testate giornalistiche.
Durante le primavere arabe segue i fermenti di rivolta in Marocco e Algeria.
Copre l'avanzata jihadista nell'Africa Saheliana e sub Sahariana, tornando più volte in Niger, Mali e Nigeria.
A Kiev segue dall'inizio la rivoluzione arancione del 2004.
Nel 2013 segue l'avvio della seconda rivolta di piazza Maidan.
All'indomani del cambio di regime a Kiev è in Crimea, dove resterà fino al referendum del 16 marzo 2014 che riconsegna la penisola al controllo di Mosca.
Copre a partire dagli anni Novanta le crisi politiche e l'ondata di attentati che hanno investito la Turchia, con la relativa stretta sui media e la repressione della minoranza curda.
Racconta da Katmandu e dalle città circostanti gli effetti catastrofici del terremoto del Nepal del 25 aprile 2015.
Nella primavera del 2016 è in Libia per realizzare reportages sui campi di detenzione dei migranti intenzionati a raggiungere l'Europa.
È in Francia il 15 luglio 2016, il giorno dopo l'attentato di Nizza, e 24 ore dopo è a Istanbul per raccontare il tentato golpe contro il presidente Erdoğan.
Nel 2016 vince il primo job posting organizzato dalla RAI per il ruolo di corrispondente. Dal novembre 2016 al dicembre 2021 è Capo dell'ufficio di corrispondenza di Parigi.
Nel 2019 a Biarritz segue il G7 presieduto da Emmanuel Macron.
Nel 2022, rientrato a Roma, al Tg1, realizza reportages da Donetsk e Lugansk, nel Donbass russo.
È in Mali all'indomani della traumatica rottura tra il governo militare di Bamako e la Francia.
Di nuovo in Russia dal 23 febbraio, vigilia dell'invasione dell'Ucraina, vi rimane fino al rientro in Italia disposto dai vertici aziendali a seguito delle misure restrittive adottate dalla Federazione russa nei confronti dei media occidentali.
A maggio 2022 torna a Mosca, e da lì raggiungerà realtà geopoliticamente sensibili come la Moldova e la repubblica secessionista di Transnistria.
Ad agosto è ancora a Mosca, dove segue gli sviluppi della guerra e l'attentato contro l'ideologo putiniano Aleksandr Dugin e sua figlia Dar'ja.
A settembre e poi a fine ottobre 2022 segue il primo e il secondo turno delle elezioni presidenziali che in Brasile vedono il ritorno al potere di Luiz Inácio Lula da Silva dopo un durissimo scontro con il presidente uscente Jair Bolsonaro.
Da inviato speciale ha realizzato reportages in oltre 80 Paesi.
Ha collaborato con Limes e con l'ISPI.
Tra i personaggi incontrati e intervistati: Lech Wałęsa, Javier Pérez de Cuéllar, Boutros Boutros-Ghali, Brian Michael Jenkins, Noam Chomsky, Pablo Iglesias Turrión, Woody Allen, Carlo Rubbia, Andrea Camilleri, Emmanuel Carrère, Rupert Murdoch, Charles Aznavour.

## Radio
| Anno      | Eventi ed esclusive |
| --------- | --- |
| 1991      | In occasione del golpe contro Gorbačëv intervista in esclusiva l'ex capo della CIA William Colby, Elena Bonnėr (moglie del premio Nobel dissidente Andrei Sacharov) e l'ex capo del KGB Oleg Kalugin                                                                                   |
| 1991      | Intervista in esclusiva Yasser Arafat nel suo quartier generale segreto a Tunisi |
| 1991      | Tra ottobre e dicembre segue tra Mosca e Kiev la proclamazione dell'indipendenza dell'Ucraina e il crollo dell'URSS |
| 1992      | In occasione delle elezioni Presidenziali USA realizza in esclusiva una intervista in diretta di un'ora, dalla sua casa di Minneapolis, con l'ex vicepresidente americano Walter Mondale; nel panel Sergio Mattarella, Romano Prodi, Walter Veltroni, Ruggero Orlando, Demetrio Volcic |
| 1993      | In diretta da Tbilisi intervista in esclusiva Eduard Shevardnadze, Presidente della Georgia e ex ministro degli esteri di Gorbačëv; nel panel Giovanni Spadolini, Giorgio Napolitano                                                                                                   |
| 1994      | Intervista in esclusiva a Kiev il presidente dell'Ucraina Leonid Kravčuk |
| 1994      | Durante la guerra tra Yemen del Sud e Yemen del Nord è l'unico giornalista ad attraversare il fronte e a raccontare il conflitto dalle due prospettive |
| 1994      | In Ruanda per raccontare il paese sconvolto dal genocidio |
| 1994      | A Baghdad, Mossul e Bassora per raccontare l'Iraq durante l'embargo internazionale seguito alla prima Guerra del Golfo |
| 1994      | Intervista al numero due del regime iracheno, Tarek Aziz |
| 1995      | A Bruxelles intervista in diretta di un'ora, sulla guerra nella ex Jugoslavia, con il Segretario generale della NATO Javier Solana |
| 1995-1998 | A più riprese in Algeria durante la "sporca guerra" seguita al primo turno delle elezioni che aveva visto prevalere gli islamisti del Fronte Islamico di Salvezza |
| 1996-1998 | Conduce i "fili diretti" (trasmissioni della durata compresa tra 2 e 6 ore) in occasione del terremoto in Umbria e Marche, delle elezioni amministrative, del viaggio di Papa Wojtyła a Cuba, della nascita dell'Euro                                                                  |
| 1997      | A Hong Kong per la restituzione della ex colonia britannica alla Cina |
| 1997      | A Kinshasa in occasione della caduta del presidente Mobutu e della guerra guidata da Kabila |
| 1997      | A Mogadiscio per il tentativo italiano di soluzione della guerra in Somalia |
| 1998      | A Washington intervista in esclusiva il generale Vernon A. Walters, inviato speciale del presidente Ronald Reagan, sui contatti segreti avuti in Vaticano con papa Wojtyła prima della caduta del Muro di Berlino                                                                      |
| 1998      | Sul fronte di Taloqan, nel nord dell'Afghanistan, intervista in esclusiva il comandante Aḥmad Shāh Masʿūd, durante la controffensiva delle forze talebane. |
| 1998      | Cura e conduce su Radio1 il programma quotidiano del pomeriggio Senza rete |
| 1999      | Alternando l'attività di inviato con quella di conduttore cura e conduce il programma Baobab |
| 1999-2000 | Cura il settimanale di approfondimento Inviato Speciale |
| 1999      | Conduce l'edizione straordinaria del GR1 per l'inizio della guerra lanciata dalla NATO contro la Serbia |
| 1999      | È a Panama a ridosso dello storico passaggio del Canale dagli Stati Uniti alla Repubblica di Panama |
| 1999      | Reportage dal Borneo indonesiano, dove un vescovo italiano fronteggia i dayak, tagliatori di teste e cannibali |
| 2000      | Ad Hanoi e poi a Saigon in occasione del 25º anniversario della fine della guerra in Vietnam |
| 2000      | A Klagenfurt (Austria) intervista in esclusiva l'"uomo nero" della politica europea, Jörg Haider |
| 2000      | Ad agosto conduce il programma quotidiano Zapping |
| 2000      | A settembre conduce Radio anch'io |
| 2000      | Ha ospite nello studio di Baobab, in diretta, il Segretario generale della NATO, Lord George Robertson |

## Televisione
| Anno      | Eventi ed esclusive |
| --------- | --- |
| 1989      | All'indomani della caduta del Muro di Berlino, novembre 1989, intervista in esclusiva per Tv7 (Rai1), nella sua abitazione di Washington, l’ex capo della CIA William Colby |
| 2004      | Intervista a Tbilisi all'ex presidente della Georgia Eduard Shevardnadze, spodestato con la rivoluzione delle rose dal suo ministro della Giustizia Mikheil Saak'ashvili    |
| 2004      | Intervista a Kiev all'oligarca ucraino Viktor Pinčuk, genero del presidente Kučma                                                                                           |
| 2005      | A Kiev intervista con la leader filo-occidentale e Primo ministro Julija Tymošenko                                                                                          |
| 2005      | A Kiev intervista con Petro Porošenko, ex ministro del governo Timoshenko                                                                                                   |
| 2005      | A Bishkek, dopo la rivoluzione dei tulipani, intervista il presidente del Kirghizistan Kurmanbek Salieviç Bakiev e al suo oppositore, il primo ministro Feliks Kulov        |
| 2006      | A Tbilisi intervista il Presidente della Georgia Mikheil Saak'ashvili |
| 2009      | A Mosca intervista Dmitrij Medvedev, Presidente della Federazione Russa |
| 2010      | A Kiev intervista il presidente ucraino Viktor Janukovyč |
| 2010      | Ad Atene, all'apice della crisi economica che scuote la Grecia, intervista il Primo ministro Giōrgos Papandreou                                                             |
| 2012      | In occasione delle Primarie repubblicane a Tampa (Florida) intervista John McCain, Rick Santorum e Newt Gingrich                                                            |
| 2012      | Alle Primarie democratiche di Charlotte (North Carolina) intervista Madeleine Albright e Jesse Jackson                                                                      |
| 2012      | Intervista al Presidente del Consiglio Mario Monti in diretta dal suo studio di Palazzo Chigi (modalità mai adottata in precedenza)                                         |
| 2013      | Conduce in diretta lo Speciale Tg1 in occasione delle dimissioni di Papa Benedetto XVI                                                                                      |
| 2013      | Conduce in diretta Speciale Tg1 in occasione della morte del presidente del Venezuela Hugo Chávez                                                                           |
| 2013      | Conduce in diretta Speciale Tg1 in occasione delle elezioni politiche in Germania                                                                                           |
| 2013      | Conduce in diretta Speciale Tg1 in occasione dell'attentato di Palazzo Chigi nel giorno dell'insediamento del Governo Letta                                                 |
| 2014      | A Cracovia per coprire la canonizzazione di Papa Giovanni Paolo II |
| 2014      | Nel pieno dell'offensiva dell'Isis va incontro ai perseguitati yazidi in Nord Iraq, raggiunge i combattenti peshmerga e quelli curdi del PKK                                |
| 2015      | Conduce in diretta Speciale Tg1 in occasione degli attentati di Parigi |
| 2016      | Conduce in diretta Speciale Tg1 in occasione della guerra in Libia |
| 2016      | A Mosca intervista Michail Gorbačëv, in occasione del 25º anniversario della dissoluzione dell'URSS                                                                         |
| 2017      | A Parigi intervista Valéry Giscard d'Estaing, in coincidenza con l'ondata populista che investe l'Europa.                                                                   |
| 2018-2019 | A Parigi segue dall'interno dei cortei oltre trenta manifestazioni violente dei gilet gialli                                                                                |
| 2022      | A Donec'k (Donbass) intervista in esclusiva al leader filorusso Denis Pušilin, Capo della Repubblica Popolare di Doneck                                                     |